# Som man ropar
Som man ropar är en svensk krim- och dramaserie från 1988. Serien hade premiär i Sveriges Television den 2 januari 1988 på TV2. Som förlaga har serien Stieg Trenters roman Som man ropar som kom ut 1944.

## Handling
Historien utspelar sig 1943 i lilla byn Skogås, som ligger på gränsen mellan Värmland och Dalarna. Där har journalisten Gerhard Andersson fått låna en sportstuga av en gammal bekant. Gerhard dras mot sin vilja in i en uppgörelse mellan den Norska motståndsrörelsen och tyska Gestapo. När ett mord inträffar på Gröna lund blir Gerhard misstänkt. Han kontaktas av en ung kvinna från motståndsrörelsen och tillsammans lyckas de fly från Gestapo. Men på väg tillbaka till Stockholm försvinner kvinnan, som kallat sig Katja. Gerhard Anderssons enda spår för honom till det stora slakteriets fryshus.

## Rollista
- Tomas Norström – Gerhard Andersson
- Unni Kristin Skagestad – Katja
- Percy Brandt – chefredaktören
- Thorsten Näslund – Göran Knallius
- Marie Olofsson – sekreteraren
- Thomas Widman – Johnne Gilling, chifferexperten
- Göran Engman – Harry, skogvaktaren
- Catherine Jeppsson – hans hustru
- Willie Andréason – Alfred Andersson, handelsmannen
- Holger Tångström – bodbiträdet
- Hans Mosesson – Kjellberg, kommissarien
- Bo Lindström – Ellis Jahnbäck, korvförsäljaren
- Gunvor Pontén – fastern
- Pella Strandmark – tvättföreståndaren
- Erik Lassen – Arensen, polischefen
- Gunnar Ernblad – kriminalreportern
- Måns Herngren – tysk agent
- Kenneth Milldoff – poliskonstapeln
- Gert Fylking – tysken
- Gösta Engström — lastbilschauffören
- Henning Lundström — Bengtsson
- Carl-Olof Alm — Gustavsson
- Christer Banck — mannen i hästskjutsen
- Malou Berg — kvinnan i hästskjutsen
- Jan Koldenius - cykelhandlaren